# Isaac Alvarez
Pour les articles homonymes, voir Alvarez.
Isaac Alvarez né le 26 juillet 1930 à Alexandrie mort le 3 novembre 2020 à Aubenas est un mime, acteur, chorégraphe et metteur en scène français.
De sa rencontre avec Jacques Lecoq naît en 1956 l'école du théâtre du mouvement à Paris. En 1970, il prend la direction de la compagnie des Comédiens Mimes de Paris créée par Yves Lorelle. Il ouvre son théâtre école du geste en 1980, le Théâtre du Moulinage à Lussas en Ardèche.
Son écriture théâtrale poétique est une conjugaison sensible, flamboyante, du théâtre, du mime et de la danse. Elle s'est nourrie de la commedia dell’arte, de la grammaire du corps d'Étienne Decroux, des enseignements de Charles Dullin, Jean Vilar, de ses recherches avec Jacques Lecoq et de son étude des gestuelles, des danses d'Orient et d'Asie.

## Biographie
Adolescent, Isaac Alvarez traverse l'épreuve de la captivité en camps d'internement. À sa libération, après une brève expérience dans un kibboutz, il commence ce qui va devenir une aventure théâtrale originale. Il suit les enseignements de Charles Dullin, Étienne Decroux et Jean Vilar.
La rencontre avec Jacques Lecoq, au début des années 1950, est fertile en créations théâtrales et développements pédagogiques. Ils créent ensemble l'école du théâtre du mouvement en 1956, qui deviendra l'école internationale de théâtre Jacques Lecoq. Il y enseigne jusqu'en 1964.
Il joue au théâtre, au cinéma et à la télévision où il incarne notamment Belphégor, ce personnage masqué de la série télévisée de Claude Barma avec Juliette Gréco.

En 1965, il réalise la mise en scène chorégraphique du Siège de Numance de Miguel de Cervantes pour Jean-Louis Barrault. Claude Sarraute écrit : 

« L'impression de noblesse, de grandeur qui se dégage de cette mise en scène digne des plus belles nuits d'Avignon, a arraché de longs murmures d'admiration. »

Isaac Alvarez parcourt ensuite la France pour enseigner avec les Comédiens-mimes de Paris.
En 1968, il commence un périple qui le conduit en Asie, au Japon, en Inde, en Thaïlande. Inspiré par leurs gestuelles, leurs danses, son enseignement et ses créations à venir puiseront à ces sources.
À son retour, il reprend son enseignement et va diriger de grands stages notamment dans le sud de la France dont ceux qui restent mémorables à Carcassonne et aux arènes de Nîmes auxquels plus de cent stagiaires participent. Pour Philippe Decouflé, « Alvarez faisait partie d’une génération qui avait renouvelé l’art du mime, son enseignement était extraordinaire. »
En 1980, il fonde le Théâtre du Moulinage, théâtre et école du geste, à Lussas en Ardèche, un espace de création, d’enseignement pour amateurs et professionnels de toutes nationalités qui fonctionnera durant 28 ans. Jean Faure, compagnon de cette aventure, y enseigne l'acrobatie aux comédiens de la compagnie, un enrichissement pour les créations en gestation.
Alvarez donne ses créations au Théâtre du Moulinage et en tournées itinérantes avec sa troupe à Venise, Avignon, Paris, Séville, Prague, Budapest... Quand le Théâtre du Moulinage ferme ses portes en 2008, il continue un temps son enseignement, notamment au Teatro Instabile d'Aoste en Italie.

## Théâtre

### Créations
- Vie à Pablo Neruda[9], 1978
- Mémoire en blanc
- Le Rire et l'Oubli
- Sacerdoce pour un caoutchouc
- Les Chevaliers du naufrage
- Au candélabre des pas perdus[10]
- Que serais je sans toi, 1988
- Passeport pour l'éphémère, 1989
- À bâtons rompus, 1990.
- Les Safrans, 1991.

### Comédien
- 1958 : Le Gisant de Claude Confortès
- 1959 : Compagnie Jacques Lecoq[11]
- 1959 : Création de la pièce, Les Bâtisseurs d'empire de Boris Vian, au théâtre par Jean Négroni[12]
- 1960 : Hamlet de William Shakespeare, création de Yves Bonnefoy[13]
- 1964 : Le Monstre Turquin de Carlo Gozzi, mise en scène d'André Barsacq[14]
- 1966 : Les Bâtisseurs d'empire de Boris Vian, mise en scène de Georges Goubert[15]

### Metteur en scène
- 1965 : Le Siège de Numance de Miguel de Cervantes, mise en scène chorégraphique pour Jean-Louis Barrault[16]
- 1969 : Protée de Paul Claudel, mis en scène avec Georges Goubert[17]

## Filmographie
- 1957 : La Belle Équipe de Jacques Lecocq, réalisé par Ange Casta
- 1958 : Julie la Rousse de Claude Boissol
- 1958 : Du rififi chez les femmes de Alex Joffé et José Giovanni
- 1960 : Cyrano de Bergerac de Claude Barma
- 1961 : Etudes aux Allures et Les Trois Soldats produites par Luigi Squarzina, diffusées sur la RAI.
- 1963 : Le Perroquet du fils Hoquet de Pierre Prévert
- 1964 : Belphégor ou le Fantôme du Louvre de Claude Barma
- 1968 : Les Compagnons de Baal de Pierre Prévert